# Samarium-neodymiumdatering
Samarium-neodymiumdatering is een methode voor absolute, radiometrische datering die gebruik maakt van het radio-actief verval van samarium-147 naar neodymium-143. Samarium-neodymiumdatering wordt vooral gebruikt om mafisch stollingsgesteente, metamorf gesteente en meteorieten te dateren.

## Achtergrond
Samarium-147 vervalt naar neodymium-143 door alfaverval:
{\displaystyle {\ce {{^{147}_{62}Sm}->{^{143}_{60}Nd}+\,_{2}^{4}\alpha }}}
De halveringstijd van dit verval is 106 miljard jaar (Ga) met een vervalconstante van 6,54 x 10-12 per jaar. Dit maakt het een relatief zeer traag proces. De methode is daarom vooral toepasbaar bij ouderdommen in de grootte van enkele tientallen miljoenen tot miljarden jaren.
Samarium en neodymium zijn beide zeldzame aardes, een groep elementen met vergelijkbare scheikundige eigenschappen. Beide elementen vormen makkelijk verbindingen met zuurstof (bijvoorbeeld in de vorm van oxides en hydroxides), zijn slecht oplosbaar en weinig mobiel, refractair en lithofiel. Bovendien komen beide veel voor als spoorelement in sommige gesteentevormende mineralen, zoals clinopyroxeen in mafisch stollingsgesteente of granaat in metamorf gesteente. Ook veel voorkomende bijkomende mineralen als monaziet, allaniet, zirkoon en titaniet zijn geschikt voor datering met samarium en neodymium.
De lage mobiliteit van samarium en neodymium maakt de methode ook betrouwbaar voor het dateren van gesteente dat door metamorfose of diagenese van samenstelling is veranderd. Samarium heeft een iets kleinere ionstraal en is als gevolg iets compatibeler in veel mafische mineralen dan neodymium. Een uitzondering is het kristalrooster van plagioklaas, waarin neodymium vanwege de grotere straal compatibeler is. Samarium is ten opzichte van neodymium (en andere zeldzame aardes) verrijkt aanwezig in de mantel.
Samarium en neodymium hebben sterk vergelijkbare scheikundige eigenschappen. Elke vorm van fractionatie tussen de twee elementen is daarom relatief beperkt. Zo is vrijwel geen verschil in de verhouding aangetroffen in verschillende typen meteorieten, wat erop duidt dat samarium en neodymium maar weinig gefractioneerd raakten in de zonnenevel. Bij het stollen van magma is de fractionatie van de twee elementen over verschillende mineralen ook zeer beperkt.

## Methode
Men meet de hoeveelheden 147-samarium en 143-neodymium met behulp van massaspectrometrie. Naast moeder- en dochterisotopen meet men ook het stabiele neodymium-144 ter normalisatie van de andere twee. Men meet de drie isotopen in verschillende mineralen in dezelfde steen of assemblage. Soms worden de waarden daarnaast voor het hele monster bepaald ("bulk rock analysis"). De ratio's 143Nd/144Nd en 147Sm/144Nd worden tegen elkaar uitgezet en door middel van regressieanalyse wordt een isochroon opgesteld, een rechte lijn met de vergelijking:
{\displaystyle \left({\frac {{}^{143}\mathrm {Nd} }{{}^{144}\mathrm {Nd} }}\right)_{\mathrm {meting} }=\left({\frac {{}^{143}\mathrm {Nd} }{{}^{144}\mathrm {Nd} }}\right)_{\mathrm {0} }+\left({\frac {{}^{147}\mathrm {Sm} }{{}^{144}\mathrm {Nd} }}\right)\cdot (e^{\lambda t}-1)}
De eerste term is de gemeten hoeveelheid van de dochter 143Nd ten opzichte van de stabiele isotoop 144Nd. Het laatste moment dat het kristal afkoelde tot onder de sluitingstemperatuur is per definitie de gemeten ouderdom (t = 0). De initiële hoeveelheid 143Nd was de hoeveelheid op dat moment. Ook deze waarde wordt genomen als fractie van de stabiele dochter 144Nd. Hetzelfde geldt voor de moederisotoop 147Sm. Hoe meer de initiële hoeveelheid over de gemeten mineralen verschilde, des te preciezer de isochroon kan worden opgesteld. Op dit punt vormt de lage fractionatie tussen samarium en neodymium een moeilijkheid: er is vaak relatief weinig verschil in de verhouding tussen de twee elementen in verschillende mineralen ontstaan bij het stollen van hetzelfde magma. Voor een betrouwbaar isochroon zijn daarom metingen met een hoge nauwkeurigheid nodig.
De ouderdom ("modelouderdom", t) volgt uit de richtingscoëfficiënt van de isochroon ({\displaystyle {\frac {{d}^{143}\mathrm {Nd} }{{d}^{147}\mathrm {Sm} }}}). Ze kan berekend worden met de volgende vergelijking:
{\displaystyle t={\frac {ln\left({\frac {{d}^{143}\mathrm {Nd} }{{d}^{147}\mathrm {Sm} }}+1\right)}{\lambda }}}
De samarium-neodymiummethode is vooral geschikt voor het dateren van mafisch en ultramafisch stollingsgesteente. Ook felsisch stollinggesteente bevat vaak meetbare hoeveelheden samarium en neodymium, maar de ratio Sm/Nd is meestal zo laag dat het lastig is een precieze ouderdom te bepalen. Dit is omdat neodymium bij differentiatie van magma verrijkt raakt ten opzichte van samarium. Gemiddeld genomen heeft om en nabij het aardoppervlak gevormd stollingsgesteente een lagere concentratie radiogeen neodymium dan de mantel. De bij rubidium-strontiumdatering gebruikte moederisotoop rubidium-87 is juist verrijkt in verder gedifferentieerd magma. Daarom worden samarium-neodymium en rubidium-strontium vaak samen gebruikt, Sm-Nd voor het dateren van mafische en Rb-Sr voor felsische gesteenten in dezelfde serie.
Een voorbeeld waarbij samarium-neodymiumdatering succesvol is toegepast zijn maanstenen. De door ruimtesondes naar Aarde gebrachte monsters van de Maan zijn mafische stollingsgesteenten met daarin verschillende geschikte mineralen. Het dateren van granaten in metamorfe gesteenten is relatief nieuw. Samarium is relatief compatibel in het kristalrooster van granaat zodat de verhouding Sm/Nd er vaak hoog genoeg is om de methode mogelijk te maken. Desondanks is samarium-neodymiumdatering wegens de vereiste relatief hoge nauwkeurigheid vaak geen eerste keus: met name uranium-thorium-looddatering levert vaak betrouwbaardere resultaten op.